# 113951 Artdavidsen
113951 Artdavidsen è un asteroide della fascia principale. Scoperto nel 2002, presenta un'orbita caratterizzata da un semiasse maggiore pari a 2,9838477 UA e da un'eccentricità di 0,2104455, inclinata di 14,64726° rispetto all'eclittica.